# District de Tokachi
Pour les articles homonymes, voir Tokachi.
Le district de Tokachi (十勝郡, Tokachi-gun) est un district de la sous-préfecture de Tokachi, sur l'île de Hokkaidō, au Japon.

## Géographie
Au 30 septembre 2015, la population du district est estimée à 5 149 habitants pour une superficie totale de 729,85 km2, soit une densité de 7 personnes/km2.

## Bourg
- Urahoro